# Tam o' Shanter (poesia)
Tam o' Shanter è un poemetto epico di 228 versi a rima baciata scritto nel 1790 dal poeta scozzese Robert Burns e pubblicato nel 1791. 
Utilizzando il dialetto scozzese dell'Ayrshire, Burns traccia un vivo quadro della classe popolare di fine XVIII secolo, dedita al bere in compagnia, al ridere e scherzare, senza disdegnare la compagnia femminile, trascurando le mogli in nervosa attesa a casa. 
Il titolo è spesso scritto incorrettamente come "Tam O'Shanter", confondendo "o'", contrazione di "of", per il prefisso patronimico irlandese "O'". 
Il racconto è costellato di umorismo, pathos, horror, rilievi sociali, in ottonari a rima baciata, che sono fra i più bei versi che Burns abbia mai scritto.

## Trama
Siamo nella città di Ayr, "(Vecchia Ayr, che nessuna città batte, / Per gli uomini onesti e le belle ragazze)", dove Tam, un contadino ubriacone, si è recato per la fiera dalla vicina Alloway (paese natale del poeta). Sul finire dei giorni di mercato, Tam si attarda nottetempo all'osteria con gli amici a bere e gozzovigliare. Fa perfino gli occhi dolci alla locandiera, mentre la moglie Kate lo aspetta imbronciata a casa. A notte fonda, mentre comincia ad infuriare una tempesta, Tam parte a cavallo della fedele giumenta, Meg. Obnubilato dai fumi dell'alcool, cerca di dominare la paura di oscure presenze, ma le immagini ricorrenti di macabri eventi accaduti in quei luoghi si affastellano nella sua mente, finché, arrivato nei pressi della chiesa stregata di Alloway, scorge un riverbero attraverso il bosco, proveniente dalla spianata dove si trova la chiesa. Avvicinatosi, vede orribili streghe e stregoni che ballano freneticamente al ritmo di una cornamusa suonata da Satana (Old Nick) in forma di bestia! È ancora ubriaco, in sella alla sua cavalla, proprio sul bordo della luce, vede, o crede di vedere, cose raccapriccianti come bare aperte, forche, tomahawk, scimitarre e coltelli incrostati di sangue rappreso. La sua attenzione viene attirata da una giovane lasciva strega, Nannie, che nel parossismo della danza si strappa gli abiti di dosso rimanendo con una corta sottoveste. Eccitato a quella vista, Tam si scorda del pericolo e grida: "Weel done, Cutty-sark!" (Ben fatto, Sottana-corta!), attirando così l'attenzione degli indiavolati su di sé. Le luci si spengono, la musica cessa e tutti cominciano la caccia all'intruso, con Nannie davanti all'orda. Tam sprona Meg cercando di raggiungere e oltrepassare la pietra di volta del ponte sul fiume Doon (brig o Doon), perché gli indemoniati non possono attraversare un fiume in piena. Ma ecco che proprio sul ponte Nannie lo raggiunge, si afferra alla coda di Meg strappandogliela di netto. Tam si salva così per il classico pelo. Una sestina moraleggiante chiude questo "racconto di verità".

## Traduzione
| Tam o' Shanter (originale) When chapman billies leave the street, And drouthy neibors, neibors meet, As market days are wearing late, An' folk begin to tak the gate; While we sit bousing at the nappy, And getting fou and unco happy, We think na on the lang Scots miles, The mosses, waters, slaps, and styles, That lie between us and our hame, Where sits our sulky sullen dame. Gathering her brows like gathering storm, Nursing her wrath to keep it warm. This truth fand honest Tam o' Shanter, As he frae Ayr ae night did canter, (Auld Ayr, wham ne'er a town surpasses For honest men and bonie lasses.) O Tam! had'st thou but been sae wise, As ta'en thy ain wife Kate's advice! She tauld thee weel thou was a skellum, A blethering, blustering, drunken blellum; That frae November till October, Ae market-day thou was nae sober; That ilka melder, wi' the miller, Thou sat as lang as thou had siller; That every naig was ca'd a shoe on, The smith and thee gat roaring fou on; That at the Lord's house, even on Sunday, Thou drank wi' Kirkton Jean till Monday. She prophesied that late or soon, Thou would be found deep drown'd in Doon; Or catch'd wi' warlocks in the mirk, By Alloway's auld haunted kirk. Ah, gentle dames! it gars me greet, To think how mony counsels sweet, How mony lengthen'd, sage advices, The husband frae the wife despises! But to our tale:-- Ae market-night, Tam had got planted unco right; Fast by an ingle, bleezing finely, Wi' reaming swats, that drank divinely And at his elbow, Souter Johnny, His ancient, trusty, drouthy crony; Tam lo'ed him like a vera brither-- They had been fou for weeks thegither! The night drave on wi' sangs and clatter And ay the ale was growing better: The landlady and Tam grew gracious, wi' favours secret, sweet and precious The Souter tauld his queerest stories; The landlord's laugh was ready chorus: The storm without might rair and rustle, Tam did na mind the storm a whistle. Care, mad to see a man sae happy, E'en drown'd himsel' amang the nappy! As bees flee hame wi' lades o' treasure, The minutes wing'd their way wi' pleasure: Kings may be blest, but Tam was glorious. O'er a' the ills o' life victorious! But pleasures are like poppies spread, You seize the flower, its bloom is shed; Or like the snow falls in the river, A moment white--then melts for ever; Or like the borealis race, That flit ere you can point their place; Or like the rainbow's lovely form Evanishing amid the storm.-- Nae man can tether time or tide; The hour approaches Tam maun ride; That hour, o' night's black arch the key-stane, That dreary hour he mounts his beast in; And sic a night he taks the road in As ne'er poor sinner was abroad in. The wind blew as 'twad blawn its last; The rattling showers rose on the blast; The speedy gleams the darkness swallow'd Loud, deep, and lang, the thunder bellow'd: That night, a child might understand, The Deil had business on his hand. Weel mounted on his gray mare, Meg-- A better never lifted leg-- Tam skelpit on thro' dub and mire; Despisin' wind and rain and fire. Whiles holding fast his gude blue bonnet; Whiles crooning o'er some auld Scots sonnet; Whiles glowring round wi' prudent cares, Lest bogles catch him unawares: Kirk-Alloway was drawing nigh, Whare ghaists and houlets nightly cry. By this time he was cross the ford, Whare, in the snaw, the chapman smoor'd; And past the birks and meikle stane, Whare drunken Chairlie brak 's neck-bane; And thro' the whins, and by the cairn, Whare hunters fand the murder'd bairn; And near the thorn, aboon the well, Whare Mungo's mither hang'd hersel'.-- Before him Doon pours all his floods; The doubling storm roars thro' the woods; The lightnings flash from pole to pole; Near and more near the thunders roll: When, glimmering thro' the groaning trees, Kirk-Alloway seem'd in a bleeze; Thro' ilka bore the beams were glancing; And loud resounded mirth and dancing. Inspiring bold John Barleycorn! What dangers thou canst make us scorn! Wi' tippeny, we fear nae evil; Wi' usquabae, we'll face the devil!-- The swats sae ream'd in Tammie's noddle, Fair play, he car'd na deils a boddle. But Maggie stood, right sair astonish'd, Till, by the heel and hand admonish'd, She ventured forward on the light; And, vow! Tam saw an unco sight! Warlocks and witches in a dance; Nae cotillion brent-new frae France, But hornpipes, jigs strathspeys, and reels, Put life and mettle in their heels. A winnock-bunker in the east, There sat auld Nick, in shape o' beast; A towzie tyke, black, grim, and large, To gie them music was his charge: He scre'd the pipes and gart them skirl, Till roof and rafters a' did dirl.-- Coffins stood round, like open presses, That shaw'd the dead in their last dresses; And by some develish cantraip slight, Each in its cauld hand held a light.-- By which heroic Tam was able To note upon the haly table, A murders's banes in gibbet-airns; Twa span-lang, wee, unchristen'd bairns; A thief, new-cutted frae a rape, Wi' his last gasp his gab did gape; Five tomahawks, wi blude red-rusted; Five scymitars, wi' murder crusted; A garter, which a babe had strangled; A knife, a father's throat had mangled, Whom his ain son o' life bereft, The gray hairs yet stack to the heft; Wi' mair o' horrible and awfu', Which even to name was be unlawfu'. Three lawyers' tongues, turn'd inside out, Wi' lies seam'd like a beggar's clout; Three priests' hearts, rotten, black as muck, Lay stinking, vile in every neuk. As Tammie glowr'd, amaz'd, and curious, The mirth and fun grew fast and furious; The piper loud and louder blew; The dancers quick and quicker flew; They reel'd, they set, they cross'd, they cleekit, Till ilka carlin swat and reekit, And coost her duddies to the wark, And linket at it in her sark! Now Tam, O Tam! had thae been queans, A' plump and strapping in their teens, Their sarks, instead o' creeshie flannen, Been snaw-white seventeen hunder linnen! Thir breeks o' mine, my only pair, That ance were plush, o' gude blue hair, I wad hae gi'en them off my hurdies, For ae blink o' the bonie burdies! But wither'd beldams, auld and droll, Rigwoodie hags wad spean a foal, Louping and flinging on a crummock, I wonder did na turn thy stomach! But Tam kend what was what fu' brawlie: There was ae winsome wench and waulie, That night enlisted in the core, Lang after ken'd on Carrick shore; (For mony a beast to dead she shot, And perish'd mony a bonie boat, And shook baith meikle corn and bear, And kept the country-side in fear.) Her cutty-sark, o' Paisley harn That while a lassie she had worn, In longitude tho' sorely scanty, It was her best, and she was vauntie,- Ah! little ken'd thy reverend grannie, That sark she coft for he wee Nannie, Wi' twa pund Scots, ('twas a' her riches), Wad ever grac'd a dance of witches! But here my Muse her wing maun cour; Sic flights are far beyond her pow'r; To sing how Nannie lap and flang, (A souple jade she was, and strang), And how Tam stood, like ane bewitch'd, And thought his very een enrich'd; Even Satan glowr'd, and fidg'd fu' fain, And hotch'd and blew wi' might and main; Till first ae caper, syne anither, Tam tint his reason ' thegither, And roars out, "Weel done, Cutty-sark!" And in an instant all was dark: And scarcely had he Maggie rallied, When out the hellish legion sallied. As bees bizz out wi' angry fyke, When plundering herds assail their byke; As open pussie's mortal foes, When, pop! she starts before their nose; As eager runs the market-crowd, When "Catch the thief!" resounds aloud; So Maggie runs, the witches follow, Wi' mony an eldritch skriech and hollo. Ah, Tam! ah, Tam! thou'll get thy fairin'! In hell they'll roast thee like a herrin'! In vain thy Kate awaits thy commin'! Kate soon will be a woefu' woman! Now, do thy speedy utmost, Meg, And win the key-stane o' the brig; There at them thou thy tail may toss, A running stream they dare na cross. But ere the key-stane she could make, The fient a tail she had to shake! For Nannie, far before the rest, Hard upon noble Maggie prest, And flew at Tam wi' furious ettle; But little wist she Maggie's mettle - Ae spring brought off her master hale, But left behind her ain gray tail; The carlin claught her by the rump, And left poor Maggie scarce a stump. No, wha this tale o' truth shall read, Ilk man and mother's son take heed; Whene'er to drink you are inclin'd, Or cutty-sarks run in your mind, Think! ye may buy joys o'er dear - Remember Tam o' Shanter's mare. | Tam o' Shanter (italiano) Quando gli ambulanti sgombrano le strade, E gli assetati vicini, con i vicini si incontrano; Nei giorni di mercato che volgono al termine, E la gente comincia a tornare a casa, Mentre ci sediamo allegri a bere birra, E ci ubriachiamo e diventiamo tanto felici, Non pensiamo alle lunghe miglia di Scozia, Le paludi, le acque, le gole, i varchi, che si estendono fra noi e la nostra casa, Dove siede la nostra imbronciata, crucciata signora, Aggrottando la fronte come minaccioso temporale, Covando la sua rabbia per mantenerla calda. Su queste verità rimugina il brav'uomo Tam o' Shanter, mentre da Ayr una notte cavalcava, (Vecchia Ayr, che nessuna città batte, Per gli uomini onesti e le belle ragazze.) Oh Tam! fossi stato mai così saggio, Da cogliere l'avvertimento di tua moglie Kate! Lei ti aveva ben detto che eri un perditempo, Un vagabondo, spaccone, ubriacone gradasso, Che da novembre a ottobre, Neppure un giorno di mercato sei stato sobrio, Durante il tempo della macinatura con il mugnaio, Sei stato seduto a lungo finché hai avuto denaro, Per ogni cavallo a che portavi a ferrare, Con il fabbro ti ubriacavi fradicio, Che nella Casa del Signore, perfino la domenica, Hai bevuto con Kirkton Jean fino a lunedì. Lei profetizzò che prima o poi, Ti troveranno annegato in fondo al Doon, O preso dagli stregoni nell'oscurità, Presso la vecchia chiesa stregata di Alloway. Ah gentili madame, mi fa piangere, pensare a quanti dolci consigli, per quanto tempo i saggi avvertimenti il marito dalla moglie disdegna! Ma torniamo al nostro racconto: - Una notte di mercato, Tam se ne stava seduto comodo comodo, Vicino al focolare, bello ardente, Con birra cremosa, che beveva divinamente; e al suo fianco, Calzolaio Johnny, Il suo vecchio, fidato, assetato compare; Tam lo amava come un vero fratello, Si erano ubriacati insieme per settimane. La notte trascorse con canti e schiamazzi, E ogni birra era sempre più gustosa; La taverniera e Tam amoreggiavano Con segrete piacevolezze, dolci e preziose; Il calzolaio raccontò la sua storia più bizzarra; Le risate dell'oste s'unirono pronte al coro: Fuori, la tempesta poteva ruggire o stormire, A Tam della tempesta non importava un fico secco. Le preoccupazioni, folli nel vedere un uomo così felice, Affogavano anch'esse nella birra. Come le api volano verso l'arnia cariche di tesori, I minuti volavano via piacevolmente; I re possono essere benedetti, ma Tam era glorioso, Su tutti i mali della vita vittorioso. Ma i piaceri sono come papaveri sbocciati: Tu afferri il fiore, il fiore sfiorisce; O come la neve che cade nel fiume, Un istante bianca - quindi si scioglie per sempre, O come i raggi dell'aurora boreale, Che se ne vanno prima che tu possa indicarne l'origine; O come la bella forma dell'arcobaleno, Che svanisce in mezzo al temporale. Nessun uomo può fermare il tempo o la marea, L'ora si avvicina e Tam deve cavalcare: L'ora, che è la pietra di volta del nero arco della notte, In quella tetra ora egli monta la sua bestia E in tale notte egli percorre la strada In cui nessun povero peccatore s'era mai cacciato. Il vento soffiava come se soffiasse l'ultimo soffio; Lo scroscio dell'acquazzone risuonava con il vento, L'oscurità ingoiava i rapidi bagliori, Forte, profondo e lungo il tuono muggiva: Quella notte, perfino un bambino l'avrebbe compreso, Il diavolo aveva in mano la situazione. Ben montato sulla sua cavalla grigia, Meg - Nessuno sollevava meglio le zampe - Tam galoppava attraverso fango e paludi, Malgrado vento e pioggia e lampi; Mentre teneva stretto il suo buon cappello blu, Mentre canticchiava qualche vecchio sonetto scozzese, Mentre si guardava intorno torvo con prudenza, Per paura che i fantasmi lo prendessero ignaro; La chiesa di Alloway si avvicinava, Dove fantasmi e gufi di notte urlano. Ormai era al di là del guado, Dove nella neve soffocò il venditore ambulante; E passata le betulle e la grande pietra, Dove Charlie sbronzo si ruppe l'osso del collo; E attraverso le ginestre, e passato il cumulo di pietre, Dove i cacciatori trovarono il bambino assassinato; E vicino ai rovi, sopra il pozzo, Dove la madre di Mungo si impiccò. Davanti a lui il fiume Doon straripa le sue acque; La tempesta raddoppia e ruggisce tra i boschi; I fulmini lampeggiano da una parte all'altra del cielo; Sempre più vicino il tuono romba; Quando, baluginando attraverso gli alberi cigolanti, La chiesa di Alloway sembrava in fiamme, Attraverso ogni spiraglio riverberavano raggi di luce, E forte risuonavano allegria e danze. Infondimi coraggio, John Barleycorn! Quali pericoli puoi farci disdegnare! Con la birra, non temiamo alcun male; Con il whisky, affrontiamo il Diavolo! Le birre facevano girare la testa a Tam, Giustamente, non gli importava un penny dei diavoli. Ma Maggie si fermò, tutta spaventata, Finché spronata dal tallone e dalla mano, Si avventurò verso la luce; E, wow, Tom vide uno spettacolo incredibile! Stregoni e streghe danzanti: Non cotillon, alla nuova maniera francese, Ma corni, gighe, strathspey, e reel, Mettevano vita e forza nei loro talloni. Nella nicchia di una finestra ad est, Sedeva Old Nick, in forma di bestia; Un cane irsuto, nero, feroce e grosso, Dar loro musica era il suo compito: Suonava la cornamusa e la faceva stridere, Finché fino alle travi del soffitto tutto risuonava. Bare erano intorno, con il coperchio aperto, Che mostravano i morti nei loro ultimi vestiti; E per qualche magico demoniaco trucco, Ognuno nella sua fredda mano reggeva una lanterna: Per cui l'eroico Tam poté Notare sopra il santo altare, Le ossa di un assassino, nella gabbia di una forca; Due spanne lunghi, piccoli bambini non battezzati; Un ladro appena levato dalla corda cui era appeso Con un ultimo rantolo la sua bocca spalancò; Cinque scuri con sangue rosso ruggine; Cinque scimitarre rimaste incrostate dopo l'omicidio; Una giarrettiera con cui un bimbo era stato strangolato; Un coltello che la gola di un padre aveva straziato; Che il suo stesso figlio della vita aveva privato - I capelli grigi ancora attaccati al manico; Con un che in più di orribile e spaventoso, Che il solo nominare sarebbe delitto. Tre lingue di avvocato, venivano dentro e fuori, Disseminano di bugie come stracci di mendicante - Tre cuori di prete, putridi, neri come letame Giacevano puzzolenti, abbietti, in ogni nicchia. Mentre Tammie osservava, stupefatto e curioso, L'allegria e il divertimento crescevano di velocità e furia; Lo zampognaro sempre più forte soffiava, I danzatori sempre più rapidi fluivano, Essi giravano, si fermavano, si incrociavano e univano, Finché ogni strega grondava di sudore, E gettava le sue vesti a brandelli sul pavimento, E danzava con destrezza in sottoveste! Ora Tam, o Tam, fossero queste state giovani ragazze, Tutte rotonde e vigorose nella loro adolescenza! Le loro sottovesti, invece di unta flanella, Fossero state di settecentesco lino bianco neve! - I miei pantaloni, il mio solo paio, Che una volta erano felpati, di buon pelo blu, Avrei donato loro scoprendomi le natiche Per una strizzata d'occhio di queste graziose ragazze! Ma avvizzite megere, vecchie e grottesche, Ripugnanti streghe, di aspetto nauseabondo, Saltando e rivoltandosi su un bastone, È un miracolo se non ti rivolta lo stomaco! Ma Tam apprese che c'era qualcosa di buono: C'era un'attraente, gaia ragazzotta, Quella notte intruppata nel mezzo, Nota molto tempo dopo sulla battigia di Carrick (Perché molte bestie a morte colpì, E rovinò molte belle barche, E mescolò molto frumento e orzo, E tenne la campagna nel terrore.) La sua corta sottoveste, di tessuto di Paisley, Che quando era una giovane ragazza indossava, Sebbene di lunghezza molto limitata, Era ciò che aveva di meglio, e ne era orgogliosa … Ah! poco sapeva la tua rispettabile nonna, Che la camicia che comprò per la sua piccola Nannie, Con due sterline scozzesi (era tutto quello che aveva), Avrebbe mai adornato una danza di streghe! Ma qui la mia Musa deve ripiegare le ali, Questi voli sono fuori della sua portata, Per cantare come Nannie saltava e si contorceva (Una giovane agile era lei, e forte); E mentre Tam restava come fosse stregato, E credeva che i suoi stessi occhi si fossero arricchiti, Perfino Satana riluceva e si agitava pieno di bramosia, E si dimenava e soffiava con tutte le forze; Finché un saltello dopo l'altro, Tam perse la ragione tutto d'un colpo, E gridò: 'Ben fatto, sottana corta!' E in un istante tutto divenne buio; E a malapena aveva spronato Maggie, Quando fuori si riversò la legione infernale. Come le api ronzano fuori con furia rabbiosa, Quando i pastori ladroni assaltano il loro favo; Come i nemici mortali della lepre selvatica, Quando, pop! lei inizia a correre davanti al loro naso; Come ansiosa corre la folla del mercato, Quando 'Prendi il ladro!' risuona forte: Così Maggie correva, le streghe l'inseguivano, Con molte spettrali grida e frastuono. Ah, Tam! Ah, Tam! Avrai quello che meriti! In inferno ti arrostiranno come un'aringa! Invano la tua Kate aspetta il tuo ritorno! Kate presto sarà una misera donna! Ora, vai più veloce che puoi, Meg, E raggiungi la pietra di volta del ponte; Là, tu puoi scuotere la coda verso di loro, Un torrente turbinoso che non osano attraversare! Ma prima di oltrepassare la pietra di volta; L'indemoniata ebbe una coda da dimenare; Perché Nannie, di gran lunga davanti a tutti, Spietata sulla nobile Meg pressava, E volava verso Tam con furiose mire; Ma poco sapeva del coraggio di Maggie! Con un balzo portò in salvo il suo padrone, Ma lasciò indietro la sua coda grigia: La strega s'afferrò all'estremità di essa, E lasciò alla povera Maggie appena un moncone. Ora, chi questo racconto di verità leggerà, Ogni uomo, e figlio di madre, presti attenzione: Ogni volta che avete voglia di bere, O camicie corte corrono nella vostra mente, Pensate! potete pagar caro queste gioie: Ricordatevi della giumenta di Tam o' Shanter. |

## Impatto culturale
Grazie al grandissimo successo del poema, la nazione decise di dare il nome del racconto al Tam o' Shanter, un cappello tipico scozzese.
Il brano degli Iron Maiden The Number of the Beast è stato parzialmente ispirato dal poemetto.